# Lijst van gemeentelijke monumenten in Den Haag/Kortenbos
De buurt Kortenbos in de wijk Centrum van Den Haag kent 83 gemeentelijke monumenten; hieronder een overzicht.
| Object | Bouwjaar     | Architect                      | Locatie                           | Coördinaten                  | Nr.        | Afbeelding |
| --- | ------------ | ------------------------------ | --------------------------------- | ---------------------------- | ---------- | --- |
| Pand met een drie-assige gepleisterde lijstgevel en bestaande uit parterre en twee verdiepingen onder dwars zadeldak                            | 18e-eeuws    |                                | Annastraat 8                      | 52° 4' 43" NB, 4° 18' 30" OL | 0518/WN218 | Upload foto |
| Pand met twee-assige lijstgevel en bestaande uit parterre en twee verdiepingen                                                                  | 1750-1800    |                                | Annastraat 12 en 12a              | 52° 4' 43" NB, 4° 18' 30" OL | 0518/WN217 | Upload foto |
| Pand met drie-assige lijstgevel, bestaande uit drie bouwlagen onder schilddak                                                                   | 19e-eeuws    |                                | Assendelftstraat 11 en 11a        | 52° 4' 35" NB, 4° 18' 14" OL | 0518/WN219 | Upload foto |
| Pand met gepleisterde lijstgevel en harmonische winkelpui in overgangsarchitectuur stijl                                                        | 18e-eeuws    | Hoek, Z., Wouters, J.Th.       | Hoogstraat 32                     | 52° 4' 45" NB, 4° 18' 31" OL | 0518/WN274 | Upload foto |
| Pand ter breedte van twee vensterassen, bestaande uit parterre en twee verdiepingen                                                             | 18e-eeuws    |                                | Hoogstraat 34                     | 52° 4' 45" NB, 4° 18' 31" OL | 0518/WN275 | Upload foto |
| Dwarspand ter breedte van zeven venster-assen onder eenvoudige rechte lijst en bestaande uit parterre en twee verdiepingen                      | 1800-1825    |                                | Juffrouw Idastraat 23 en 23a      | 52° 4' 44" NB, 4° 18' 18" OL | 0518/WN279 | Upload foto |
| Gepleisterd hoekpand | 1850-1875    |                                | Korte Beestenmarkt 1, Laan 26a    | 52° 4' 31" NB, 4° 18' 23" OL | 0518/WN283 | Upload foto |
| Pand met twee verdiepingen en schilddak, evenwijdig aan de straat                                                                               | 18e-eeuws    |                                | Korte Beestenmarkt 2a en 2b       | 52° 4' 31" NB, 4° 18' 24" OL | 0518/WN284 | Upload foto |
| Pakhuis met drie-assige lijstgevel, bestaande uit parterre, eerste verdieping en kapverdieping                                                  | 18e-eeuws    |                                | Korte Lombardstraat 1 en 1a       | 52° 4' 33" NB, 4° 18' 16" OL | 0518/WN289 | Upload foto |
| Parkeergarage in utilitaire, modernistische stijl                                                                                               | 1961-1965    | Lucas, J.A. en Niemeijer, H.E. | Laan 5 - 7- 9                     | 52° 4' 34" NB, 4° 18' 30" OL | 0518/WN911 | Upload foto |
| Pand bestaande uit parterre met hoge verdieping en omlopend, afgeknot schilddak                                                                 | 18e-eeuws    |                                | Laan 26, Korte Beestenmarkt 2     | 52° 4' 31" NB, 4° 18' 24" OL | 0518/WN294 | Upload foto |
| Pand bestaande uit begane grond met twee verdiepingen en schilddak                                                                              | 18e-eeuws    |                                | Laan 28 t/m 28a                   | 52° 4' 31" NB, 4° 18' 23" OL | 0518/WN295 | Upload foto |
| Pand met lijstgevel in eclectische stijl | 1850-1875    |                                | Laan 257                          | 52° 4' 31" NB, 4° 18' 22" OL | 0518/WN293 | Upload foto |
| Pand ter breedte van twee vensterassen, bestaande uit parterre en twee verdiepingen                                                             | 18e-eeuws    |                                | Molenstraat 3                     | 52° 4' 49" NB, 4° 18' 27" OL | 0518/WN312 | Upload foto |
| Pand ter breedte van twee vensterassen , bestaande uit parterre en twee verdiepingen                                                            | 18e-eeuws    |                                | Molenstraat 5                     | 52° 4' 49" NB, 4° 18' 27" OL | 0518/WN320 | Pand ter breedte van twee vensterassen , bestaande uit parterre en twee verdiepingen                                                       |
| Pand ter breedte van twee vensterassen, bestaande uit parterre en twee verdiepingen                                                             | 18e-eeuws    |                                | Molenstraat 9 en 9a               | 52° 4' 49" NB, 4° 18' 26" OL | 0518/WN322 | Upload foto |
| Pand ter breedte van twee vensterassen, bestaande uit parterre en twee verdiepingen                                                             | 18e-eeuws    |                                | Molenstraat 11 en 11a             | 52° 4' 49" NB, 4° 18' 26" OL | 0518/WN308 | Upload foto |
| Pand ter breedte van vier vensterassen, bestaande uit parterre, twee verdiepingen en afgeknot schilddak met dakkapel, bekroond door een fronton | 1700-1750    |                                | Molenstraat 20 en 20a             | 52° 4' 48" NB, 4° 18' 24" OL | 0518/WN309 | Upload foto |
| Pand ter breedte van twee vensterassen, bestaande uit parterre en twee verdiepingen                                                             | 1800-1850    |                                | Molenstraat 23                    | 52° 4' 48" NB, 4° 18' 24" OL | 0518/WN310 | Upload foto |
| Pand bestaande uit parterre en twee verdiepingen                                                                                                | 17/18e-eeuws |                                | Molenstraat 26                    | 52° 4' 47" NB, 4° 18' 23" OL | 0518/WN311 | Upload foto |
| Pand ter breedte van twee vensterassen, bestaande uit parterre en verdieping                                                                    | 18e-eeuws    |                                | Molenstraat 38                    | 52° 4' 47" NB, 4° 18' 22" OL | 0518/WN313 | Upload foto |
| Pand ter breedte van drie vensterassen, bestaande uit parterre en verdieping                                                                    | 18e-eeuws    |                                | Molenstraat 40                    | 52° 4' 47" NB, 4° 18' 21" OL | 0518/WN314 | Upload foto |
| Muurreclame |              |                                | Molenstraat 41                    | 52° 4' 47" NB, 4° 18' 22" OL | 0518/WN315 | Upload foto |
| Pand ter breedte van drie vensterassen, bestaande uit parterre en verdieping                                                                    | 18e-eeuws    |                                | Molenstraat 42                    | 52° 4' 47" NB, 4° 18' 21" OL | 0518/WN316 | Upload foto |
| Pand ter breedte van twee vensterassen, bestaande uit parterre en twee verdiepingen                                                             | 18e-eeuws    |                                | Molenstraat 43                    | 52° 4' 47" NB, 4° 18' 22" OL | 0518/WN317 | Upload foto |
| Pand ter breedte van drie vensterassen, bestaande uit parterre en verdieping                                                                    | 18e-eeuws    |                                | Molenstraat 44 en 46              | 52° 4' 47" NB, 4° 18' 21" OL | 0518/WN318 | Upload foto |
| Pand, bestaande uit parterre en twee verdiepingen                                                                                               | 1700         |                                | Molenstraat 45                    | 52° 4' 47" NB, 4° 18' 22" OL | 0518/WN319 | Upload foto |
| Pand met gepleisterde lijstgevel | 18e-eeuws    |                                | Molenstraat 50 en 50a             | 52° 4' 46" NB, 4° 18' 20" OL | 0518/WN321 | Pand met gepleisterde lijstgevel |
| Twee samengetrokken panden | 1911         | Hoek, Z., Wouters, J.Th.       | Nobelstraat 21 en 23              | 52° 4' 42" NB, 4° 18' 20" OL | 0518/WN332 | Twee samengetrokken panden |
| Aan drie zijden vrij gelegen pand onder twee schilddaken, bestaande uit parterre, verdieping en zolderverdieping                                | 1800-1850    |                                | Nobelstraat 22 t/m 22b            | 52° 4' 42" NB, 4° 18' 20" OL | 0518/WN333 | Aan drie zijden vrij gelegen pand onder twee schilddaken, bestaande uit parterre, verdieping en zolderverdieping                           |
| Pand ter breedte van drie vensterassen in art-nouveaustijl                                                                                      | 1901         | Wolf, L.A.H. de                | Noordeinde 6 en 6a                | 52° 4' 46" NB, 4° 18' 30" OL | 0518/WN353 | Pand ter breedte van drie vensterassen in art-nouveaustijl                                                                                 |
| Pand ter breedte van drie vensterassen, bestaande uit parterre met twee verdiepingen                                                            | 1800-1850    |                                | Noordeinde 38 t/m 38a             | 52° 4' 48" NB, 4° 18' 29" OL | 0518/WN349 | Pand ter breedte van drie vensterassen, bestaande uit parterre met twee verdiepingen                                                       |
| Pand in Amsterdamse School, Neo-Renaissance stijl                                                                                               | circa 1895   |                                | Noordeinde 42 en 42a              | 52° 4' 48" NB, 4° 18' 29" OL | 0518/WN351 | Pand in Amsterdamse School, Neo-Renaissance stijl                                                                                          |
| Pand in eclectische trant | 1880         |                                | Noordeinde 56                     | 52° 4' 49" NB, 4° 18' 27" OL | 0518/WN352 | Pand in eclectische trant |
| Linker van drie panden onder één schilddak in eclectische stijl                                                                                 | 1850-1899    |                                | Noordeinde 62 t/m 62c             | 52° 4' 50" NB, 4° 18' 27" OL | 0518/WN354 | Linker van drie panden onder één schilddak in eclectische stijl                                                                            |
| Pand ter breedte van drie vensterassen, bestaande uit parterre, twee verdiepingen en schilddak in eclectische stijl                             | 1850-1875    |                                | Noordeinde 64c t/m 64g            | 52° 4' 51" NB, 4° 18' 26" OL | 0518/WN355 | Pand ter breedte van drie vensterassen, bestaande uit parterre, twee verdiepingen en schilddak in eclectische stijl                        |
| Pand ter breedte van twee vensterassen, bestaande uit parterre, twee verdiepingen en schilddak in eclectische stijl                             | circa 1850   |                                | Noordeinde 98                     | 52° 4' 54" NB, 4° 18' 23" OL | 0518/WN359 | Upload foto |
| Pand met gepleisterde twee-assige lijstgevel en bestaande uit een parterre met twee verdiepingen                                                | 1800-1850    |                                | Noordeinde 100                    | 52° 4' 54" NB, 4° 18' 22" OL | 0518/WN334 | Upload foto |
| Pand ter breedte van vier vensterassen, bestaande uit parterre en twee verdiepingen                                                             | 19e-eeuws    |                                | Noordeinde 122 en 122a            | 52° 4' 55" NB, 4° 18' 22" OL | 0518/WN335 | Pand ter breedte van vier vensterassen, bestaande uit parterre en twee verdiepingen                                                        |
| Pand ter breedte van drie vensterassen, bestaande uit parterre en twee verdiepingen                                                             | 1800-1850    |                                | Noordeinde 132                    | 52° 4' 56" NB, 4° 18' 21" OL | 0518/WN336 | Upload foto |
| Pand ter breedte van drie vensterassen, bestaande uit parterre en twee verdiepingen                                                             | 1800-1850    |                                | Noordeinde 134                    | 52° 4' 56" NB, 4° 18' 21" OL | 0518/WN337 | Upload foto |
| Pand bestaande uit parterre en twee verdiepingen plus zolderverdieping in Expressionisme stijl                                                  | 1911         | Kromhout Czn., Willem          | Noordeinde 136 en 136a            | 52° 4' 56" NB, 4° 18' 21" OL | 0518/WN338 | Upload foto |
| Winkel-woonhuis met rijk gedetailleerde, hoge trapgevel in neo-renaissancestijl                                                                 | 1912         | Schaik, A.J. van               | Noordeinde 148                    | 52° 4' 57" NB, 4° 18' 19" OL | 0518/WN339 | Upload foto |
| Interieur met neo-renaissance betimmering, schouw met schoorsteenstuk en beschilderd plafond                                                    | 1875-1899    |                                | Noordeinde 150 en 150a            | 52° 4' 57" NB, 4° 18' 19" OL | 0518/WN340 | Upload foto |
| Pand, bestaande uit drie bouwlagen zonder kap en met een breedte van drie vensterassen                                                          | 1850         |                                | Noordeinde 164 en 164a            | 52° 4' 59" NB, 4° 18' 17" OL | 0518/WN341 | Pand, bestaande uit drie bouwlagen zonder kap en met een breedte van drie vensterassen                                                     |
| Pand, bestaande uit drie bouwlagen | 1900-1925    |                                | Noordeinde 200 t/m 200c           | 52° 5' 1" NB, 4° 18' 16" OL  | 0518/WN345 | Upload foto |
| Hoekpand ter breedte van twee vensterassen, bestaande uit parterre, twee verdiepingen en hoge zolderverdieping                                  | 19e-eeuws    |                                | Oude Molstraat 16, Nobelstraat 1  | 52° 4' 44" NB, 4° 18' 27" OL | 0518/WN364 | Upload foto |
| Pand van twee vensterassen, bestaande uit parterre en twee verdiepingen met zolderverdieping                                                    | 19e-eeuws    |                                | Oude Molstraat 18                 | 52° 4' 44" NB, 4° 18' 27" OL | 0518/WN365 | Upload foto |
| Kapel zuster der liefde in Delftse School stijl                                                                                                 | 1928         | Duynstee, J.                   | Oude Molstraat 35                 | 52° 4' 46" NB, 4° 18' 25" OL | 0518/WN366 | Kapel zuster der liefde in Delftse School stijl                                                                                            |
| Pand met gepleisterde drie-assige lijstgevel, bestaande uit parterre en een verdieping plus zolderverdieping                                    | 18e-eeuws    |                                | Papestraat 1b                     | 52° 4' 46" NB, 4° 18' 30" OL | 0518/WN370 | Upload foto |
| Pand met twee-assige gepleisterde lijstgevel, bestaande uit parterre en twee verdiepingen                                                       | 17e-eeuws    |                                | Papestraat 3                      | 52° 4' 45" NB, 4° 18' 30" OL | 0518/WN372 | Upload foto |
| Pand met twee-assige lijstgevel en bestaande uit parterre en twee verdiepingen                                                                  | 18e-eeuws    |                                | Papestraat 8                      | 52° 4' 45" NB, 4° 18' 30" OL | 0518/WN374 | Pand met twee-assige lijstgevel en bestaande uit parterre en twee verdiepingen                                                             |
| Winkel-woonhuis | 1600-1650    |                                | Papestraat 15                     | 52° 4' 45" NB, 4° 18' 29" OL | 0518/WN367 | Upload foto |
| Pand met twee-assige lijstgevel en bestaande uit parterre en twee verdiepinge                                                                   | 17e-eeuws    |                                | Papestraat 16                     | 52° 4' 45" NB, 4° 18' 30" OL | 0518/WN368 | Upload foto |
| Pand met wit gesausde twee-assige lijstgevel en bestaande uit parterre met twee verdiepingen                                                    | 17e-eeuws    |                                | Papestraat 18                     | 52° 4' 45" NB, 4° 18' 29" OL | 0518/WN369 | Pand met wit gesausde twee-assige lijstgevel en bestaande uit parterre met twee verdiepingen                                               |
| Pand met twee-assige door natuurstenen lijsten afgedekte tuitgevel in Hollandse Renaissance stijl                                               | 17e-eeuws    |                                | Papestraat 22                     | 52° 4' 45" NB, 4° 18' 29" OL | 0518/WN371 | Upload foto |
| Hoekpand, met rondomgaande lijstgevel die boven de gemoderniseerde pui gepleisterd is                                                           | 17e-eeuws    |                                | Papestraat 31, Oude Molstraat 15a | 52° 4' 44" NB, 4° 18' 27" OL | 0518/WN373 | Upload foto |
| Pand, ter breedte van twee vensterassen, bestaande uit parterre, verdieping en zolderverdieping onder dwarsdak                                  | 1700-1750    |                                | Pieterstraat 8                    | 52° 4' 46" NB, 4° 18' 15" OL | 0518/WN390 | Upload foto |
| Pomp |              |                                | Rond de Grote Kerk                | 52° 4' 37" NB, 4° 18' 25" OL | 0518/WN407 | Pomp |
| Pand op rechthoekige plattegrond, bestaande uit drie bouwlagen met op het voorhuis een met pannen gedekte kap in eclectische stijl              | circa 1875   |                                | Schoolstraat 7                    | 52° 4' 37" NB, 4° 18' 28" OL | 0518/WN421 | Pand op rechthoekige plattegrond, bestaande uit drie bouwlagen met op het voorhuis een met pannen gedekte kap in eclectische stijl         |
| Pand met lijstgevel ter breedte van twee vensterassen en bestaande uit parterre met twee verdiepingen onder schilddak in eclectische stijl      | 1855         |                                | Schoolstraat 11                   | 52° 4' 34" NB, 4° 18' 24" OL | 0518/WN409 | Pand met lijstgevel ter breedte van twee vensterassen en bestaande uit parterre met twee verdiepingen onder schilddak in eclectische stijl |
| Pand met hoge lijstgevel | circa 1800   |                                | Schoolstraat 13 en 13a            | 52° 4' 36" NB, 4° 18' 28" OL | 0518/WN410 | Pand met hoge lijstgevel |
| Winkel-woonhuis in neo-renaissance-stijl | circa 1890   |                                | Schoolstraat 17 t/m 17c           | 52° 4' 36" NB, 4° 18' 29" OL | 0518/WN412 | Winkel-woonhuis in neo-renaissance-stijl                                                                                                   |
| Pand met drie-assige lijstgevel | 1800-1825    |                                | Schoolstraat 31, Laan 3M t/m 3N   | 52° 4' 35" NB, 4° 18' 30" OL | 0518/WN912 | Upload foto |
| Voormalig koetshuis waarboven een personeelswoning                                                                                              | 1750-1799    |                                | Vleerstraat 4                     | 52° 4' 36" NB, 4° 18' 13" OL | 0518/WN524 | Upload foto |
| Pand, bestaande uit parterre, verdieping en zolderverdieping met schilddak, evenwijdig aan de straat                                            | 18e-eeuws    |                                | Westeinde 8a-b en 10              | 52° 4' 36" NB, 4° 18' 22" OL | 0518/WN551 | Pand, bestaande uit parterre, verdieping en zolderverdieping met schilddak, evenwijdig aan de straat                                       |
| Pand met lijstgevel ter breedte van drie vensterassen                                                                                           | 18e/19e eeuw |                                | Westeinde 30 en 30a               | 52° 4' 35" NB, 4° 18' 15" OL | 0518/WN545 | Pand met lijstgevel ter breedte van drie vensterassen                                                                                      |
| Twee samengetrokken huizen, ter breedte van vijf vensterassen en bestaande uit drie bouwlagen                                                   | 18e-eeuws    |                                | Westeinde 32 en 32a               | 52° 4' 35" NB, 4° 18' 15" OL | 0518/WN546 | Twee samengetrokken huizen, ter breedte van vijf vensterassen en bestaande uit drie bouwlagen                                              |
| Pand met lijstgevel ter breedte van drie vensterassen, bestaande uit parterre en verdieping plus zolderverdieping                               | 18e-eeuws    |                                | Westeinde 62 en 62a               | 52° 4' 33" NB, 4° 18' 8" OL  | 0518/WN547 | Pand met lijstgevel ter breedte van drie vensterassen, bestaande uit parterre en verdieping plus zolderverdieping                          |
| Pand ter breedte van twee vensterassen, parterre, verdieping en zolder verdieping                                                               | 18e-eeuws    |                                | Westeinde 64                      | 52° 4' 33" NB, 4° 18' 8" OL  | 0518/WN548 | Pand ter breedte van twee vensterassen, parterre, verdieping en zolder verdieping                                                          |
| Pand bestaande uit parterre met verdieping en schilddak met dakkapel                                                                            | 1800-1825    |                                | Westeinde 66 en 66a               | 52° 4' 33" NB, 4° 18' 8" OL  | 0518/WN549 | Pand bestaande uit parterre met verdieping en schilddak met dakkapel                                                                       |
| Pand met verdieping en zolderverdieping ter breedte van drie vensterassen                                                                       | 1825-1850    |                                | Westeinde 71-73 en 73a            | 52° 4' 35" NB, 4° 18' 11" OL | 0518/WN550 | " |
| Pand met gevel onder verkropte houten kroonlijst met panelen en vier Lodewijk XIV-consoles, voorzien van rozette                                | 18e-eeuws    |                                | Westeinde 125 en 125a             | 52° 4' 34" NB, 4° 18' 9" OL  | 0518/WN535 | " |
| Pand bestaande uit parterre, verdieping en zolder verdieping met schilddak                                                                      | 1750-1799    |                                | Westeinde 127 en 127a             | 52° 4' 34" NB, 4° 18' 9" OL  | 0518/WN536 | Pand bestaande uit parterre, verdieping en zolder verdieping met schilddak                                                                 |
| Pand bestaande uit parterre met twee verdiepingen                                                                                               | 18e-eeuws    |                                | Westeinde 129 en 129a             | 52° 4' 34" NB, 4° 18' 8" OL  | 0518/WN537 | Pand bestaande uit parterre met twee verdiepingen                                                                                          |
| Pand, bestaande uit parterre, verdieping en zolderverdieping                                                                                    | circa 1850   |                                | Westeinde 131 en 131a             | 52° 4' 34" NB, 4° 18' 8" OL  | 0518/WN538 | Pand, bestaande uit parterre, verdieping en zolderverdieping                                                                               |
| Pand bestaande uit parterre, verdieping en zolderver dieping                                                                                    | circa 1800   |                                | Westeinde 133 en 133a             | 52° 4' 33" NB, 4° 18' 8" OL  | 0518/WN539 | Pand bestaande uit parterre, verdieping en zolderver dieping                                                                               |
| Pand bestaande uit parterre, verdieping en zolderverdieping                                                                                     | 1641         |                                | Westeinde 135                     | 52° 4' 33" NB, 4° 18' 8" OL  | 0518/WN540 | Pand bestaande uit parterre, verdieping en zolderverdieping                                                                                |
| Pand bestaande uit parterre, verdieping, zolderverdieping en schilddak                                                                          | 19e-eeuws    |                                | Westeinde 137                     | 52° 4' 33" NB, 4° 18' 8" OL  | 0518/WN541 | Pand bestaande uit parterre, verdieping, zolderverdieping en schilddak                                                                     |
| Pand met verdieping, zolderverdieping en schilddak                                                                                              | 18e-eeuws    |                                | Westeinde 153b en c en 155        | 52° 4' 33" NB, 4° 18' 7" OL  | 0518/WN542 | Pand met verdieping, zolderverdieping en schilddak                                                                                         |
| Pand met verdieping, zolderverdieping en schilddak                                                                                              | 1850-1875    |                                | Westeinde 199 en 199a             | 52° 4' 31" NB, 4° 18' 4" OL  | 0518/WN543 | Pand met verdieping, zolderverdieping en schilddak                                                                                         |
| Pand bestaande uit parterre, verdieping en afgeknot dwars schilddak                                                                             | circa 1800   |                                | Westeinde 201 en 201a             | 52° 4' 31" NB, 4° 18' 4" OL  | 0518/WN544 | Pand bestaande uit parterre, verdieping en afgeknot dwars schilddak                                                                        |
| Trafostation in Wederopbouwstijl | 1956         | Hamerpagt, S.                  | Zuilingstraat 110                 | 52° 4' 37" NB, 4° 18' 10" OL | 0518/WN559 | Upload foto |